# YELLOWww
YELLOWww（イエロー）は、吉本興業東京本社に所属していた日本のお笑いコンビ。2019年結成、2023年12月解散。

## メンバー
FFヤスエダ（フードファイターヤスエダ、1997年10月29日 - ）（27歳）
長髪。
- 茨城県神栖市出身。身長180 cm、体重65 kg。血液型A型。左利き。
- 趣味はスパイキッズ鑑賞、特技は頭でリフティングをすること。
- 超ときめき♡宣伝部の大ファン。吉川ひより推し。
- 「フードファイター」という芸名の通り、大食いである。回転寿司では50皿を平らげる。もともとは大食いではなかったが、訓練して食べられるようにした。YouTubeやTikTokにアップした「少しのおかずで大量の白飯を食べる」という動画が中国で人気となったことから、山下智博らの協力を受けて抖音、bilibiliにもアカウントを作成している。
- ゆかいな議事録の山本期日前と同居している。

石塚審判（いしづかしんぱん、1997年5月30日 - ）（28歳）
坊主。
- 東京都出身。身長187 cm、体重72 kg。血液型A型。
- 趣味は競馬、ホラー映画、筋トレしながらメタルを聴くこと。特技は鼻と鼻の横にあるホクロで紙掴める、キモい行為。好きな漫画はチェンソーマンでワールドプレミアイベントに行くほど。
- 「石塚審判〜キモトック〜」というTikTokアカウントがある。フォロワーは約1万8800人（2023年8月31日時点）。
- スポーツ鬼ごっこ3級ライセンス（審判員）を持っていたが、更新料として3000円が必要だったため辞めた。

## 来歴
- 2019年1月にコンビ結成[9]。旧コンビ名は「YELLOW」で[9]、2021年11月を以って「w」を2個足した「YELLOWww」に改名した[10]。追加した「w」は、笑っている様子などを示すインターネットスラング「草」であり、コンビ名の読み方は以前のものから変わらない[10]。
- 同年3月7日、ヨシモト∞ドーム ステージIIで行われたファームトレーニングにて、「YELLOW」として初舞台を踏む[11]。
- 2022年2月5日、Jimbochoサバイバルバトル（入れ替え戦）に合格して初の神保町よしもと漫才劇場の劇場メンバー入りを果たす[12]。
- 同年7月「ニューヨークと蛙亭のキット、くる!!」（テレビ神奈川）に出演、ニューヨークからネタを絶賛され話題となる[13]。
- 同年8月25日、神保町よしもとお笑い劇場にて「賞レースの事一旦忘れて皆でYELLOWwwのネタを完コピするライブ」を主催し[14]、劇場チケットが完売した。8月のオンラインチケット売り上げ枚数1位を獲得[15]。
- 同年12月18日、初の単独ライブを開催[16]。
- 2023年5月17日、「オッヤー!!」がデジタルシングルとして配信リリースされる[17]。
- 同年12月24日、同月末をもって解散することを発表[18]。

## 賞レース成績

### キングオブコント
| 年度   | 結果      | 会場                         | 日付    |
| ------ | --------- | ---------------------------- | ------- |
| 2019年 | 1回戦敗退 | よしもと幕張イオンモール劇場 | 6月24日 |
| 2020年 | 1回戦敗退 | CBGKシブゲキ!!               | 7月24日 |
| 2021年 | 1回戦敗退 | 南大塚ホール                 | 7月16日 |
| 2023年 | 1回戦敗退 | 南大塚ホール                 | 7月12日 |

### M-1グランプリ
| 年度             | 結果      | No.    | 会場                       | 日付    |
| ---------------- | --------- | ------ | -------------------------- | ------- |
| 2019年（第15回） | 1回戦敗退 | 1597   | 新宿シアターモリエール     | 8月30日 |
| 2020年（第16回） | 1回戦敗退 | 1714   | シダックスカルチャーホール | 9月17日 |
| 2021年（第17回） | 1回戦敗退 | 1490   | ヨシモト∞ホール            | 9月6日  |
| 2022年（第18回） | 不参加    | 不参加 | 不参加                     | 不参加  |
| 2023年（第19回） | 1回戦敗退 | 2300   | シダックスカルチャーホール | 8月31日 |

## 出演

### テレビ
- ニューヨークと蛙亭のキット、くる!!（tvk、2022年7月7日）
- あらびき団2夜連続! 真夏の最強パフォーマー決定戦（TBS、2022年8月3日）
- ネタパレ（フジテレビ、2022年8月5日・9月9日）キャッチコピーは「ハイテンション音キャラコント師」
- 冗談来人（BSフジ、2022年12月17日・2022年12月31日[20]）
- おもしろ荘（日本テレビ、2023年1月1日〈2022年12月31日深夜〉[21][22]）
- 賞金奪い合いネタバトル ソウドリ〜SOUDORI〜（TBS、2023年1月23日[23]）

### 配信番組
- マジシャンココアとおじさんのクセがすごいネタGP（TVer、2022年10月27日）[24]

### 主なライブ
- LIVE STAND 22-23「テレビ東京presents『ネクストブレイク芸人ガチャ LIVE STAND SP」（幕張メッセ、2022年8月19日）[25]
- そうゆうカルチャ〜（野方区民ホール、2022年10月21日）[26]
- YELLOWww初単独ライブ「wwステ」（神保町よしもと漫才劇場、2022年12月18日）
- YELLOWww初トークライブ「高速PILLOWwwトーク」（ヨシモト∞ドーム、2023年2月28日）